# 841
841 (DCCCXLI) je bilo navadno leto, ki se je po julijanskem koledarju začelo na soboto.

## Dogodki
- 1. januar

## Rojstva
- Boson Provansalski, kralj Spodnje Burgundije († 887)